# Discografia de One Ok Rock
A discografia de One Ok Rock, estilizado como ONE OK ROCK, uma banda de rock japonesa, consiste em dez álbuns de estúdio, dois extended plays (EPs) e trinta e um singles. A sua formação atual consiste em Takahiro Moriuchi nos vocais, Toru Yamashita na guitarra, Ryota Kohama no baixo e Tomoya Kanki na bateria. O One Ok Rock foi formado em 2005 em Tóquio. No ano seguinte, a banda lançou como seus primeiros materiais, dois EPs indie, com o segundo deles realizando a primeira entrada da banda pela tabela musical japonesa Oricon Albums Chart.
O One Ok Rock lançou seu álbum de estreia Zeitakubyo em 2007, lhe conferindo sua primeira certificação ouro pela Recording Industry Association of Japan (RIAJ). A seguir, lançou os álbuns Beam of Light e Kanjo Effect ambos de 2008. Com o lançamento de Niche Syndrome (2010), a banda atingiu pela primeira vez o top cinco da Oricon Albums Chart, recebendo certificação platina. Além disso, seu single "Kanzen Kankaku Dreamer", tornou-se a primeira canção da banda a entrar na Billboard Japan Hot 100 e a se estabelecer no top 10 da Oricon Singles Chart. Com Zankyo Reference de 2011, a banda atingiu a posição de número dois no Japão e lançou seu primeiro single duplo "Re:make/No Scared", número seis pela Oricon Singles Chart. Posteriormente, o lançamento do single "The Beginning" (2012), inserido mais tarde em Jinsei×Boku= (2013), elevou a popularidade da banda, incluindo internacionalmente. Além disso, tornou-se o single do One Ok Rock a permanecer mais tempo na Oricon Singles Chart, totalizando vinte semanas.
Em 2015, seu sétimo álbum de estúdio, 35xxxv, tornou-se o primeiro álbum do One Ok Rock a figurar nas tabelas estadunidenses da Billboard e a posicionar-se em número um pela Billboard World Albums, além de conquistar o topo da Oricon Albums Chart no Japão. No mesmo ano, a banda assinou contrato com a Warner Records e lançou uma versão deluxe de 35xxxv, contendo todas as suas faixas em língua inglesa. Através do lançamento de Ambitions de 2017, o One Ok Rock passou a realizar lançamentos simultâneos de seus materiais nas versões japonesa e internacional. Ambitions tornou-se o primeiro lançamento da banda a figurar na Billboard 200 e a inserir sete de suas canções na Billboard Japan Hot 100. Mais tarde, através de Eye of the Storm de 2019, o One Ok Rock conquistou seu terceiro álbum consecutivo número um pela Oricon Albums Chart.

## Álbuns

### Álbuns de estúdio
| Detalhes do álbum | Melhores posições nas tabelas | Melhores posições nas tabelas | Melhores posições nas tabelas | Melhores posições nas tabelas | Melhores posições nas tabelas | Melhores posições nas tabelas | Melhores posições nas tabelas | Melhores posições nas tabelas | Melhores posições nas tabelas | Melhores posições nas tabelas | Vendas                                                    | Certificações   |
| Detalhes do álbum | JAP                           | AUS                           | AUT                           | BEL                           | CAN                           | ALE                           | COR                           | EUA                           | EUA Hard Rock                 | EUA Heat.                     | Vendas                                                    | Certificações   |
| --- | ----------------------------- | ----------------------------- | ----------------------------- | ----------------------------- | ----------------------------- | ----------------------------- | ----------------------------- | ----------------------------- | ----------------------------- | ----------------------------- | --------------------------------------------------------- | --------------- |
| Zeitakubyo - Lançamento: 21 de novembro de 2007 - Gravadora: Aer-born - Formato(s): CD                                                        | 15                            | —                             | —                             | —                             | —                             | —                             | —                             | —                             | —                             | —                             | - : 30,779                                                | - RIAJ: Ouro    |
| Beam of Light - Lançamento: 28 de maio de 2008 - Gravadora: Aer-born - Formato(s): CD                                                         | 17                            | —                             | —                             | —                             | —                             | —                             | —                             | —                             | —                             | —                             | - : 13,270                                                |                 |
| Kanjo Effect - Lançamento: 12 de novembro de 2008 - Gravadora: Aer-born - Formato(s): CD, CD/DVD                                              | 13                            | —                             | —                             | —                             | —                             | —                             | —                             | —                             | —                             | —                             | - : 21,583                                                | - RIAJ: Ouro    |
| Niche Syndrome - Lançamento: 9 de junho de 2010 - Gravadora: A-Sketch - Formato(s): CD, CD/DVD, download digital                              | 4                             | —                             | —                             | —                             | —                             | —                             | —                             | —                             | —                             | —                             | - : 244,537                                               | - RIAJ: Platina |
| Zankyo Reference - Lançamento: 5 de outubro de 2011 - Gravadora: A-Sketch - Formato(s): CD, download digital                                  | 2                             | —                             | —                             | —                             | —                             | —                             | —                             | —                             | —                             | —                             | - : 166,602                                               | - RIAJ: Ouro    |
| Jinsei×Boku= - Lançamento: 6 de março de 2013 - Gravadora: A-Sketch - Formato(s): CD, CD/DVD, download digital                                | 2                             | —                             | —                             | —                             | —                             | —                             | —                             | —                             | —                             | —                             | - : 216,180                                               | - RIAJ: Platina |
| 35xxxv - Lançamento: 11 de fevereiro de 2015 - Gravadora: A-Sketch - Formato(s): CD, CD/DVD, download digital                                 | 1                             | —                             | —                             | —                             | —                             | —                             | —                             | —                             | 23                            | 11                            | - : 241,307                                               | - RIAJ: Platina |
| 35xxxv (edição deluxe) - Lançamento: 25 de setembro de 2015 - Gravadora: Warner Bros. - Formato(s): CD, download digital                      | 3                             | —                             | —                             | —                             | —                             | —                             | 40                            | —                             | —                             | 17                            | - : 87,545                                                |                 |
| Ambitions (versão japonesa) - Lançamento: 11 de janeiro de 2017 - Gravadora: A-Sketch - Formato(s): CD, CD/DVD, download digital              | 1                             | —                             | —                             | —                             | —                             | —                             | —                             | —                             | —                             | —                             | - : 347,476 (formato físico) - : 79,611 (formato digital) | - RIAJ: Platina |
| Ambitions (versão internacional) - Lançamento: 13 de janeiro de 2017 - Gravadora: Fueled by Ramen - Formato(s): CD, download digital          | 4                             | 57                            | 72                            | 195                           | 61                            | 99                            | 52                            | 106                           | 2                             | —                             | - : 77,642                                                |                 |
| Eye of the Storm (versão japonesa) - Lançamento: 13 de fevereiro de 2019 - Gravadora: A-Sketch - Formato(s): CD, CD/DVD, download digital     | 1                             | —                             | —                             | —                             | —                             | —                             | —                             | —                             | —                             | —                             | - : 288,815 (formato físico) - : 67,211 (formato digital) | - RIAJ: Platina |
| Eye of the Storm (versão internacional) - Lançamento: 15 de fevereiro de 2019 - Gravadora: Fueled by Ramen - Formato(s): CD, download digital | 3                             | —                             | —                             | —                             | —                             | 73                            | —                             | —                             | —                             | 2                             | - : 52,016                                                |                 |
| Luxury Disease - Lançamento: 9 de setembro de 2022 - Gravadora: Fueled by Ramen - Formato(s): CD, download digital                            |                               |                               |                               |                               |                               |                               |                               |                               |                               |                               | ASA                                                       | ASA             |
| "—" denota lançamento que não entrou na tabela musical ou não foi lançado naquele país.                                                       |                               |                               |                               |                               |                               |                               |                               |                               |                               |                               |                                                           |                 |

### Extended plays(EPs)
| Detalhes do EP                                                                          | Melhores posições nas tabelas | Vendas     |
| Detalhes do EP                                                                          | JAP                           | Vendas     |
| --------------------------------------------------------------------------------------- | ----------------------------- | ---------- |
| One Ok Rock - Lançamento: 26 de julho de 2006 - Gravadora: zumania - Formato(s): CD     | —                             | - : 11,200 |
| Keep It Real - Lançamento: 16 de dezembro de 2006 - Gravadora: zumania - Formato(s): CD | 102                           | - : 4,651  |
| "—" denota lançamento que não entrou na tabela musical ou não foi lançado naquele país. |                               |            |

## Singles
| Ano | Título                            | Melhores posições nas tabelas | Melhores posições nas tabelas | Melhores posições nas tabelas | Melhores posições nas tabelas | Vendas      | Certificações | Álbum                   |
| Ano | Título                            | JAP                           | JAP Hot                       | JAP RIAJ                      | GL                            | Vendas      | Certificações | Álbum                   |
| --- | --------------------------------- | ----------------------------- | ----------------------------- | ----------------------------- | ----------------------------- | ----------- | ------------- | ----------------------- |
| 2007 | "Naihi Shinsho"                   | 48                            | —                             | —                             | —                             | - : 14,839  |               | Zeitakubyo              |
| 2007 | "Yume Yume"                       | 43                            | —                             | —                             | —                             | - : 9,218   |               | Zeitakubyo              |
| 2007 | "Et Cetera"                       | 29                            | —                             | —                             | —                             | - : 6,665   |               | Zeitakubyo              |
| 2008 | "Hitsuzen Maker"†                 | —                             | —                             | —                             | —                             |             |               | Beam of Light           |
| 2008 | "Koi no Aibō Kokoro no Cupid"†    | —                             | —                             | —                             | —                             |             |               | Kanjo Effect            |
| 2010 | "Kanzen Kankaku Dreamer"          | 9                             | 40                            | 53                            | —                             | - : 17,163  |               | Niche Syndrome          |
| 2010 | "Jibun Rock"                      | —                             | —                             | 98                            | —                             |             |               | Niche Syndrome          |
| 2011 | "Answer is Near"                  | 6                             | 13                            | 27                            | —                             | - : 38,000  |               | Zankyo Reference        |
| 2011 | "Re:make/No Scared"               | 6                             | 10                            | 21                            | —                             | - : 46,500  |               | Zankyo Reference        |
| 2012 | "The Beginning"                   | 5                             | 2                             | 3                             | —                             | - : 81,325  | - RIAJ: Ouro  | Jinsei×Boku=            |
| 2012 | "The Same As..."                  | —                             | 52                            | —                             | —                             |             |               | Jinsei×Boku=            |
| 2013 | "Deeper Deeper/Nothing Helps"     | 2                             | 3                             | *                             | —                             | - : 65,240  |               | Jinsei×Boku=            |
| 2013 | "Clock Strikes"                   | —                             | 27                            | *                             | —                             |             |               | Jinsei×Boku=            |
| 2014 | "Mighty Long Fall/Decision"       | 2                             | 2                             | *                             | —                             | - : 83,738  | - RIAJ: Ouro  | 35xxxv                  |
| 2015 | "Cry Out"                         | —                             | 15                            | *                             | —                             |             |               | 35xxxv                  |
| 2015 | "Last Dance"                      | —                             | 93                            | *                             | —                             |             |               | 35xxxv (deluxe edition) |
| 2015 | "The Way Back - Japanese Version" | —                             | 6                             | *                             | —                             |             |               | 35xxxv (deluxe edition) |
| 2016 | "Always Coming Back"              | —                             | 9                             | *                             | —                             |             |               | Ambitions               |
| 2016 | "Taking Off"                      | —                             | 4                             | *                             | —                             |             |               | Ambitions               |
| 2016 | "Bedroom Warfare"                 | —                             | 20                            | *                             | —                             |             |               | Ambitions               |
| 2016 | "I was King"                      | —                             | 26                            | *                             | —                             |             |               | Ambitions               |
| 2017 | "We Are"                          | —                             | 4                             | *                             | —                             |             |               | Ambitions               |
| 2017 | "American Girls"                  | —                             | —                             | *                             | —                             |             |               | Ambitions               |
| 2017 | "Skyfall"                         | —                             | —                             | *                             | —                             |             |               | Lançamento sem álbum    |
| 2018 | "Change"                          | —                             | 6                             | *                             | —                             |             |               | Eye of the Storm        |
| 2018 | "Stand Out Fit In"                | —                             | 9                             | *                             | —                             |             |               | Eye of the Storm        |
| 2019 | "Wasted Nights"                   | —                             | 6                             | *                             | —                             | - : 168,346 |               | Eye of the Storm        |
| 2021 | "Renegades"                       | —                             | 4                             | *                             | 47                            |             | - RIAJ: Ouro  | Luxury Disease          |
| 2021 | "Broken Heart of Gold"            | —                             | 17                            | *                             | 176                           |             |               | Luxury Disease          |
| 2021 | "Wonder"                          | —                             | 50                            | *                             | —                             |             |               | Luxury Disease          |
| 2022 | "Save Yourself"                   | —                             | 32                            | *                             | —                             |             |               | Luxury Disease          |
| "—" denota lançamento que não entrou na tabela musical ou não foi lançado naquele país. † denota single para rádio. |                                   |                               |                               |                               |                               |             |               |                         |

## Outras canções que entraram nas tabelas
| Ano  | Título                                                         | Melhores posições nas tabelas | Álbum            |
| Ano  | Título                                                         | JAP Hot                       | Álbum            |
| ---- | -------------------------------------------------------------- | ----------------------------- | ---------------- |
| 2010 | "Wherever You Are"                                             | 4                             | Niche Syndrome   |
| 2011 | "C.h.a.o.s.m.y.t.h."                                           | 88                            | Zankyo Reference |
| 2015 | "Heartache"                                                    | 43                            | 35xxxv           |
| 2017 | "Take What You Want" (com participação de 5 Seconds of Summer) | 57                            | Ambitions        |
| 2017 | "Listen" (com participação de Avril Lavigne)                   | 93                            | Ambitions        |
| 2019 | "In the Stars" (com participação de Kiiara)                    | 19                            | Eye of the Storm |
| 2019 | "Eye of the Storm"                                             | 43                            | Eye of the Storm |

## Trilhas sonoras
| Ano  | Título                 | Descrição                                                                      | Ref.   |
| ---- | ---------------------- | ------------------------------------------------------------------------------ | ------ |
| 2011 | "No Scared"            | Canção tema do jogo eletrônico Black Rock Shooter: The Game da Imageepoch.     | [ 56 ] |
| 2011 | "Lost and Found"       | Canção tema do filme Mirokuroze.                                               | [ 57 ] |
| 2012 | "The Beginning"        | Canção tema do filme Rurouni Kenshin.                                          | [ 58 ] |
| 2012 | "The Same As..."       | Canção tema do filme Gummo Evian!                                              | [ 59 ] |
| 2013 | "Nothing Helps"        | Utilizada na versão japonesa do jogo eletrônico DmC: Devil May Cry' da Capcom. | [ 60 ] |
| 2013 | "Clock Strikes"        | Canção tema do jogo eletrônico Ryu ga Gotoku Ishin! da Sega.                   | [ 61 ] |
| 2013 | "Be the Light"         | Canção tema do filme Uchu Kaizoku Kyaputen Harokku.                            | [ 62 ] |
| 2014 | "Mighty Long Fall"     | Canção tema do filme Rurouni Kenshin: Kyoto Taika-hen.                         | [ 63 ] |
| 2014 | "Heartache"            | Canção tema do filme Rurouni Kenshin: Densetsu no Saigo-hen.                   | [ 64 ] |
| 2016 | "Taking Off"           | Canção tema do filme Myujiamu.                                                 | [ 65 ] |
| 2019 | "In the Stars"         | Canção tema do filme Forutuna no Hitomi.                                       | [ 66 ] |
| 2019 | "Wasted Nights"        | Canção tema do filme Kingudamu.                                                | [ 67 ] |
| 2021 | "Renegades"            | Canção tema do filme Rurouni Kenshin: Saishūshō – Za Fainaru.                  | [ 68 ] |
| 2021 | "Broken Heart of Gold" | Canção tema do filme Rurouni Kenshin: Saishūshō – Za Biginingu.                | [ 69 ] |
| 2022 | "Vandalize"            | Canção tema de encerramento do jogo eletrônico Sonic Frontiers da Sega.        | [ 70 ] |

## Outras aparições

### Covers
| Ano  | Canção                    | Artista original    | Lançado em                                                  | Notas                                                                                                  | Ref.   |
| ---- | ------------------------- | ------------------- | ----------------------------------------------------------- | --- | ------ |
| 2011 | "To Feel The Fire"        | Stevie Wonder       | "Answer is Near"                                            | | [ 71 ] |
| 2012 | "Smells Like Teen Spirit" | Nirvana             | Nevermind Tribute                                           | Um álbum de tributo de músicos japoneses para celebrar o aniversário de vinte anos do álbum Nevermind. | [ 72 ] |
| 2015 | "A Thousand Miles"        | Vanessa Carlton     | One Ok Rock 2014 "Mighty Long Fall at Yokohama Stadium" DVD | | [ 73 ] |
| 2016 | "The End"                 | My Chemical Romance | Rock Sound Presents: The Black Parade CD                    | Um álbum de tributo para celebrar o aniversário de dez anos do álbum The Black Parade.                 | [ 74 ] |
| 2022 | "Easy on Me"              | Adele               | Apple Music Home Session: One Ok Rock                       | | [ 75 ] |